# Jakob III. (Schottland)

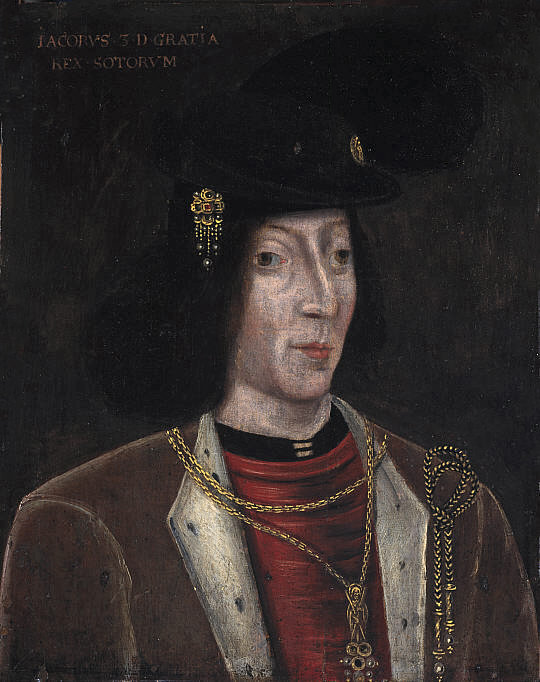
König Jakob III.

Jakob III. (englisch James III; * 10. Juli 1451; † 11. Juni 1488 bei Sauchieburn) war von 1460 bis zu seinem Tod König von Schottland. Er war der älteste Sohn von Jakob II. und dessen Ehefrau Maria von Geldern.

## Regentschaft
Wie sein Vater war auch Jakob III. noch minderjährig, als er den schottischen Thron bestieg. Er wurde am 10. August 1460, eine Woche nach dem Tod seines Vaters, in der Kelso Abbey in Roxburghshire gekrönt.
Während seiner Kindheit übernahmen nacheinander drei Fraktionen die Regentschaft: Von 1460 bis 1463 die Mutter des Königs, Maria von Geldern – unter der Berwick-upon-Tweed 1461 vorübergehend wieder unter schottische Oberhoheit gelangte –, dann von 1463 bis 1466 James Kennedy, Bischof von St Andrews, und Gilbert, Lord Kennedy, sowie schließlich von 1466 bis 1469 Robert, Lord Boyd.
1469, nach Erreichen der Volljährigkeit, heiratete er Margarethe von Dänemark, die Tochter des dänischen Königs Christian I. Dadurch entfiel die norwegische Gebühr, die Schottland jährlich an Dänemark für die Oberhoheit über die Äußeren Hebriden entrichten musste. Als Mitgift brachte Margarete die Orkneys und die Shetlandinseln in die Ehe mit ein, die sich seit der Besetzung durch die Wikinger in skandinavischer Hand befunden hatten. Jakob verleibte 1470 diese Inseln seinem Reich ein.

## Konflikte
Insgesamt war Jakob III. ein schwacher und unbeliebter König. Nach der Heirat brach zwischen dem König und der Boyd-Familie ein Konflikt aus. Die Familie von Alexander Boyd wurde 1469 hingerichtet. Robert Boyd (der ehemalige Regent) und Thomas Boyd (der mit Jakobs Schwester Mary verheiratet war) waren außer Landes, als alle ihre Ländereien konfisziert wurden. Marys Ehe wurde 1473 für ungültig erklärt.
Jakob verfolgte von 1471 bis 1473 unrealistische Pläne der territorialen Expansion auf dem europäischen Festland; so schlug er die Eroberung oder die Annektierung der Bretagne, der Saintonge und des Herzogtums Geldern vor. Diese geplanten Vorhaben führten im schottischen Parlament zu heftiger Kritik, vor allem weil der König sich viel lieber der Kunst und dem Okkultismus als der Innenpolitik widmete.
1474 traf er mit dem englischen König Eduard IV. eine Vereinbarung: Der zukünftige König Jakob IV. sollte mit der englischen Prinzessin Cäcilie von York verheiratet werden. Diese Allianz mit dem Erzfeind England (und die Steuern, die für die Finanzierung der Hochzeit erhoben wurden) war einer der Gründe, die den König beim Adel sehr unbeliebt machten.
Ebenfalls während der 1470er Jahre zerstritt sich der König mit seinen beiden Brüdern John, Earl of Mar, und Alexander Stewart, 1. Herzog von Albany. John starb 1480 unter mysteriösen Umständen in Edinburgh, seine Ländereien wurden konfisziert und an Thomas Cochrane, einen Günstling des Königs, vergeben. Alexander floh 1479 nach Frankreich, nachdem er des Hochverrats und des Bruchs der Allianz mit England bezichtigt worden war.

## Krieg mit England
1479 zerfiel das Bündnis mit England und ab 1480 herrschte wieder Kriegszustand, wenn auch mit zeitweiligen Unterbrechungen. 1482 begann Eduard IV. mit der Invasion Schottlands. Die Armee wurde angeführt vom Duke of Gloucester (dem späteren König Richard III.) und von Jakobs Bruder Alexander, der Ambitionen hatte, als Alexander IV. den Thron zu besteigen.
Als Jakob im Sinn hatte, seine Untertanen gegen die Invasion zu mobilisieren, wurde er im Juli 1482 bei Lauder Bridge von unzufriedenen Adligen verhaftet. Vermutlich hatten diese sich mit Alexander verbündet. Der König wurde in Edinburgh Castle gefangen gehalten und im Herbst 1482 übernahm eine neue Regierung unter Generalleutnant Alexander die Macht. Inzwischen kehrte die englische Armee zurück, nachdem sie Edinburgh erfolglos belagert hatte und ihr das Geld für die Bezahlung der Soldaten ausgegangen war. Jedoch eroberte sie Berwick-upon-Tweed endgültig.
Jakob konnte seine Macht wiedererlangen, indem er Mitglieder der Interimsregierung mit Bestechung auf seine Seite brachte. Alexanders Versuch, die vakante Grafschaft Mar für sich zu beanspruchen, führte im Dezember 1482 zur Intervention des mächtigen Earl of Huntly und zum Sturz der Regierung. Im Januar 1483 zog sich Alexander auf seine Ländereien bei Dunbar zurück. Nach dem Tod seines Gönners Eduard IV. im April 1483 hatte er keinerlei Einfluss mehr und floh nach England. Von dort aus unternahm er 1484 einen erneuten Invasionsversuch, der allerdings scheiterte. Im August 1485 starb er in Paris bei einem Unfall.

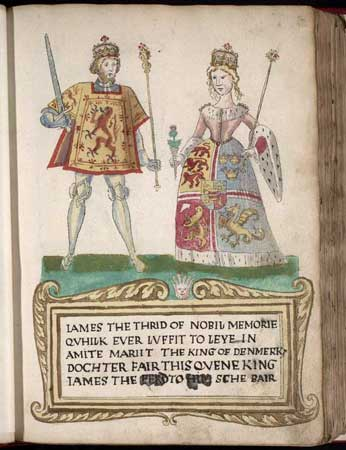
Jakob III. von Schottland und Margarethe von Dänemark

## Weitere Konflikte und Tod
Obwohl er 1482 ohne weiteres hätte ermordet oder hingerichtet werden können, änderte Jakob sein Verhalten nicht. Er war noch immer davon überzeugt, eine Allianz mit England bilden zu können, obwohl dies unter den gegebenen Umständen nicht sinnvoll gewesen wäre. Er begünstigte eine Gruppe von Freunden, die bei mächtigeren Adligen unbeliebt waren. Er weigerte sich, zwecks Ausübung der richterlichen Gewalt das Land zu bereisen und weilte ständig in Edinburgh. Er entfremdete sich von seiner Ehefrau Margarete von Dänemark, die in Stirling Castle lebte, und in zunehmendem Maße auch von seinem ältesten Sohn. Stattdessen begünstigte er seinen jüngeren Sohn.
Die innenpolitischen Querelen erreichten 1488 ihren Höhepunkt. Enttäuschte Adlige und ehemalige Ratgeber hatten eine Armee aufgestellt, um den verhassten König zu stürzen. Am 11. Juni wurde Jakob in der Schlacht von Sauchieburn getötet. Sein Erbe, der zukünftige König Jakob IV., hatte sich ebenfalls erhoben, weil sein Vater seinen jüngeren Bruder bevorzugte.
Die Umstände von Jakobs Tod wurden von den Chronisten des 16. Jahrhunderts stark übertrieben und unrealistisch dargestellt. Angeblich soll er kurz nach der Schlacht in Milltown bei Bannockburn ermordet worden sein. Eine andere Geschichte erzählt, er sei schwer verletzt vom Pferd gestürzt und habe sich in ein Bauernhaus gerettet, wo er um geistlichen Beistand bat. Während des Ablegens der letzten Beichte auf dem Totenbett soll er von einem falschen Priester erstochen worden sein. Am wahrscheinlichsten ist jedoch, dass er bereits auf dem Schlachtfeld starb. Er wurde anschließend in der Cambuskenneth Abbey beigesetzt.

## Familie
Im Juli 1469 heiratete er Margarethe von Dänemark (1456–1486), Tochter von König Christian I. von Dänemark, in der Holyrood Abbey von Edinburgh und hatte mit ihr drei Kinder:
- Jakob IV. (1473–1513);
- James Stewart, Duke of Ross (1476–1504);
- John, Earl of Mar (1479–1503).